# Prospekt der Luftstreitkräfte
Der Prospekt der Luftstreitkräfte (ukrainisch Проспект Повітряних Сил Prospekt Powitrjanych Syl, russisch Проспект Воздушных Сил Prospekt Wosduschnych Sil) ist ein Prospekt in der ukrainischen Hauptstadt Kiew in den Rajons Schewtschenko und Solomjanka. Er verbindet heute den Beresteiski-Prospekt mit dem Flughafen Kiew-Schuljany. Die Wjatscheslaw-Tschernowol-Straße verlängert den Prospekt nach Norden.

## Geschichte

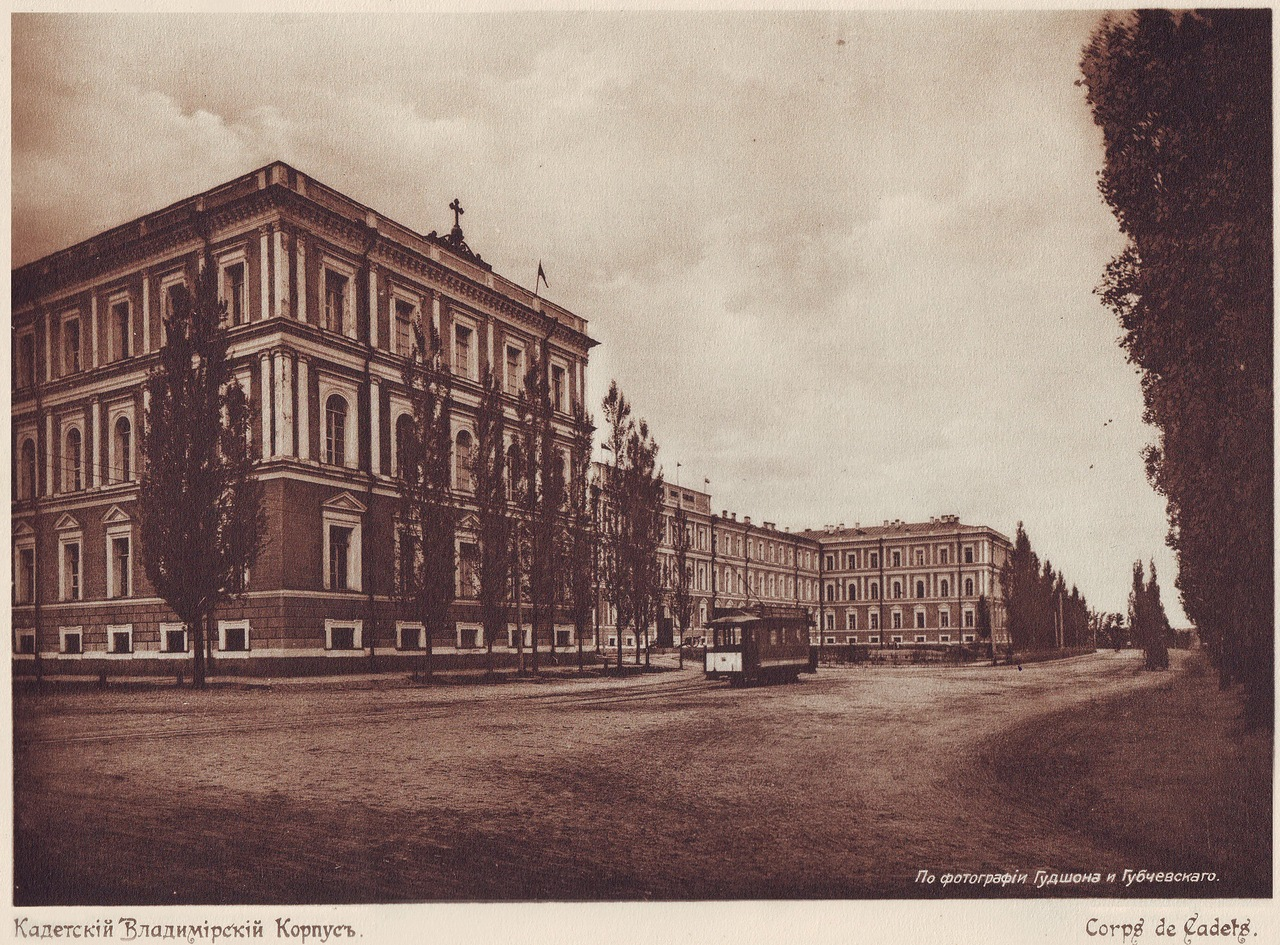
Die Gebäude des Kadettenkorps 1911

Der Vorgänger des heutigen Prospektes entstand in der Mitte des 19. Jahrhunderts als Weg zum damals weit außerhalb der Stadt gelegenen Dorf Schuljany. 1857 wurde in Nähe der Kreuzung dieses Weges mit der Brest-Litowsker-Chaussee (später Brest-Litowsker Prospekt, danach Siegesprospekt, heute Beresteiski-Prospekt) das Gebäude des Kiewer Kadettenkorps fertiggestellt. Daraufhin wurde im Folgejahr der Weg in Kadettenchaussee umbenannt, um das Kadettenkorps herum entstand der Stadtteil Kadettenhain (russisch Кадетская роща Kadetskaja rošča). Zur damaligen Zeit begann die Kadettenchaussee an der Lemberger Chaussee (heute Sich-Schützen-Straße) und endete an der 3. Linie (heute Iwan-Ohijenko-Straße).
1908 wurde eine Linie der Kiewer Straßenbahn vom Triumphbogen bis zur Kadettenanstalt eingeweiht. Die Linie wurde entlang der Chaussee zweimal verlängert, zuletzt 1918 bis zum Sewastopoler Platz. Diese Erweiterung steht im Zusammenhang mit dem Bau eines Militärflugplatzes in Schuljany, aus dem 1924 der gleichnamige Flughafen hervorging. Zu Beginn des 20. Jahrhunderts entstanden weitere repräsentative Gebäude, darunter 1912/14 die Gebäude der Nikolajewer Artillerieschule.
1963 wurde der Teil nördlich des Siegesprospektes in Stanislaw-Kossior-Straße (heute Wjatscheslaw-Tschernowol-Straße) umbenannt. 1969 wurde die ehemalige Semskaja -Straße, die vom Sewastopoler Platz bis zum Flughafen Kiew-Schuljany verläuft, Teil des Prospekts.
Seit 1952 führt eine Trolleybuslinie über den Prospekt bis zum Flughafen Kiew-Schuljany. Aufgrund der zentrumsnahen und verkehrsgünstigen Lage haben sich am Prospekt zahlreiche öffentlich und administrative Institutionen niedergelassen.

## Umbenennungen
Von 1934 bis 1941 und von 1943 bis 1944 trug die Straße den Namen Helden der Stratosphäre (Героев Стратосферы). Während der deutschen Besetzung Kiews erhielt sie kurzzeitig den Namen Kadettenchaussee zurück. 1944 wurde sie dann in Chaussee der Luftflotte umbenannt. Ab 1963 trug die Straße den Namen Prospekt der Luftflotte.
Nach Berichten von Massenmedien vom Juli 2014 war die Umbenennung nach Straße nach dem ukrainischen Nationalisten Stepan Bandera geplant. Im Februar 2015 schlugen mehrere Abgeordnete der Werchowna Rada die Umbenennung der Straße in Prospekt Issa Munaewa vor. Im August 2015 schlug Sergei Schachow eine Umbenennung zu Ehren der Opfer des Malaysia-Airlines-Flug 17 vor. Der Kiewer Bürgermeister Vitali Klitschko wiederum schlug im September 2015 eine Umbenennung zu Ehren Boris Nemzows vor. Medien sehen einen Teil der Vorschläge im Zusammenhang mit dem Standort der russischen Botschaft am Prospekt. Alle diese Vorschläge wurden jedoch nicht umgesetzt.
2023 wurde bekannt, dass der Prospekt der Luftflotte in Prospekt der Luftstreitkräfte umbenannt werden soll. Die Umbenennung wurde im Februar 2024 vollzogen.

## Verlauf und Verkehr

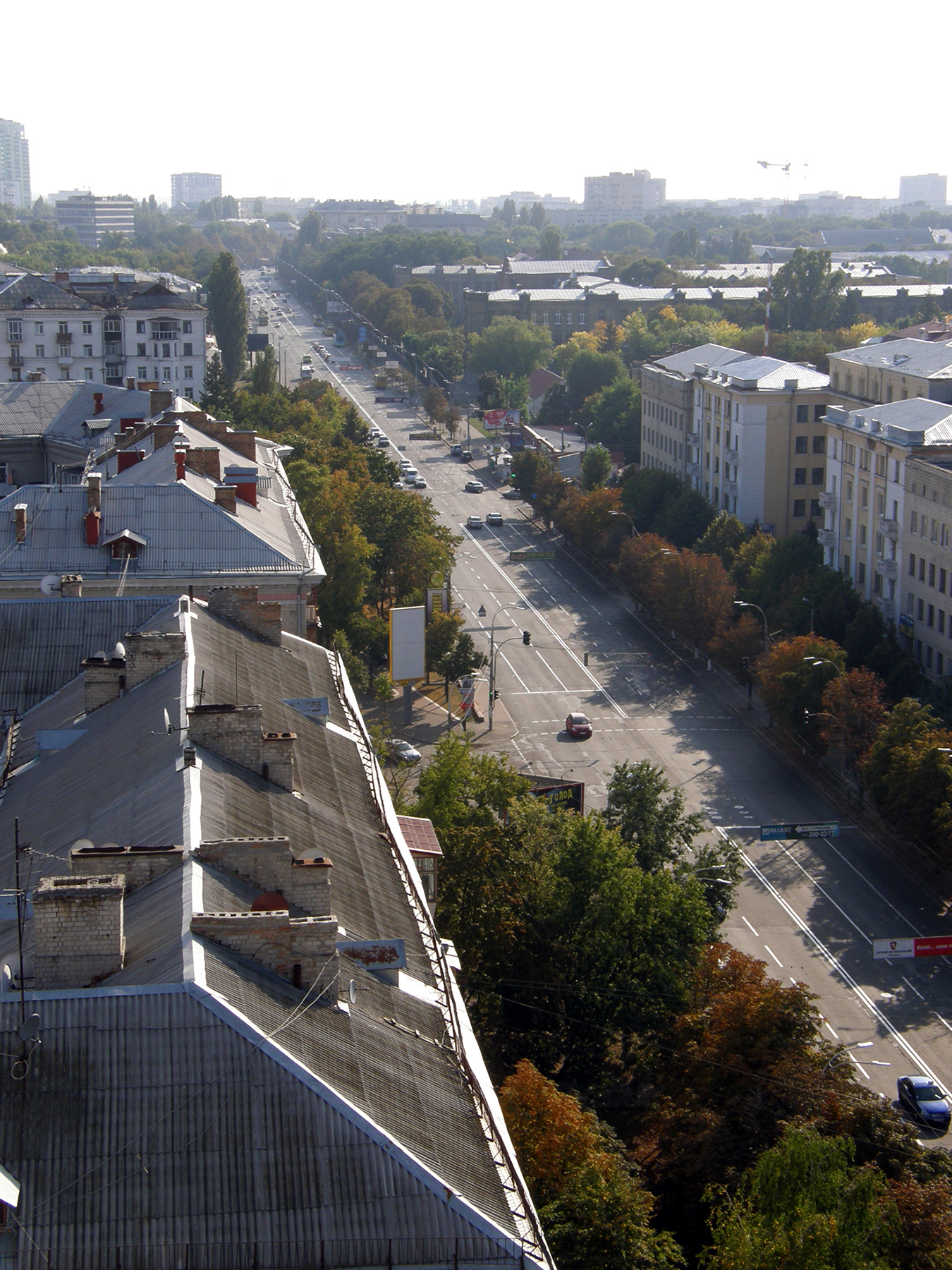
Südwestlicher Teil des Projektes

Der Prospekt beginnt an der Luftflotten-Brücke über den Siegesprospekt und verläuft von da an in südwestlicher Richtung bis zum Sewastopoler Platz. Dabei wird er von der Iwan-Ogijenko-Straße, der Stadionstraße, der Futschik-, Nitschinski-, Schowkunenko-, Surikowa-Straße, der Kursker Straße (neuerdings General-Worobjow-Straße) und der Straße des Flugzeugkonstrukteurs Antonow gekreuzt. Danach führt er am Ostrowski-Park vorbei über die Obrasowanije- und Waleri-Lobanowski-Straße bis zum Sewastopoler Platz. An diesem Platz wird auch der Tschokoliwskyj-Boulevard gekreuzt. Anschließend verläuft der Prospekt über die Donezker Straße, die Semji-Idsikowskich-Straße, die Straße der Volksmiliz, die Smeljanskaja-Straße, die Winnizaer Straße, die Konzewaja-, Medowaja- und die Wolhynien-Straße bis zum Flughafen.
Gegenwärtig werden Haltestellen am Prospekt von den Buslinien A 69, 78 und 119 sowie den Trolleybuslinien Tr 8, 9, 17, 19, 9D, 22, 33, 40, 40k und 92N bedient. Außerdem verkehren noch einige Marschrutkas über den Prospekt. Die nächstgelegene Station der Metro Kiew befindet sich am Kiewer Hauptbahnhof.

## Gebäude mit historischer Bedeutung

### Nr. 6: Wladimir-Kadettenkorps
Der von 1848 bis 1857 errichtete, vom russischen deutschstämmigen Architekten Johann Waldemar Strom entworfene Gebäudekomplex wurde ursprünglich für das Kiewer Wladimir-Kadettenkorps erbaut. Das Korps war Namensgeber sowohl für den Stadtteil Kadettenhain, als auch ursprünglich für den Prospekt. Bereits 1851 aufgestellt, befand sich das Kadettenkorps zunächst im Gebäude des 1. Kiewer Gymnasiums. Zu den Absolventen des Korps gehörten auch die späteren russischen Generale Juri Danilow und Alexander Samsonow. Das Kadettenkorps wurde im Zuge der revolutionären Ereignisse in Russland 1918 aufgelöst. Ab 1919 wurden auf dem Gelände die Kiewer Kurse für Kommandeure, eine Bildungseinrichtung für Offiziere der Roten Armee, eingerichtet. Einer der Absolventen war der später bekannt gewordene sowjetische Schriftsteller Arkadi Gaidar. 1920 wurde aus den Kursen die 5. Kiewer Infanterieschule gebildet. Während der deutschen Besetzung Kiews wurde der Gebäudekomplex als Kaserne für Einheiten der Wehrmacht genutzt und bei Angriffen der sowjetischen Luftstreitkräfte stark zerstört. Nach dem Wiederaufbau 1950–1953 befand sich die Führung des Kiewer Militärbezirkes in den Gebäuden. Derzeit werden sie vom Ukrainischen Verteidigungsministerium genutzt.
Das Gebäude steht mittlerweile unter Denkmalschutz.

### Nummer 28/30
In den Jahren vor dem Ersten Weltkrieg wurden in unmittelbarer Nähe des Kadettenkorps zwei weitere militärische Bildungseinrichtungen eingerichtet: Die 2. Kiewer Infanterieschule und die Nikolajew-Artillerieschule. Dazu wurde ab 1913 ein 18 Hektar großes Gelände in Kadattenhain genutzt. Unter anderem entstand auf dem Gelände der damals größte Schießstand des Russischen Reiches. Die Ausbildung begann bereits 1915, das Hauptgebäude wurde jedoch erst 1917 fertiggestellt.
Zu Zeiten der Sowjetunion waren hier zuletzt die Militärakademie der Truppenluftabwehr ''Marschall der Sowjetunion A. M. Wasilewski'' und die Fla-Raketentechnische Hochschule ''S. M. Kirow'' untergebracht. Gegenwärtig befindet sich auf dem Gelände die Nationale Verteidigungsuniversität der Ukraine. Das Hauptgebäude der Akademie ist dabei das ehemalige Hauptgebäude der 2. Infanterieschule.

### Nummer 16 und 24/2
Die in den 1930er Jahren erbauten Wohngebäude stehen unter Denkmalsschutz.

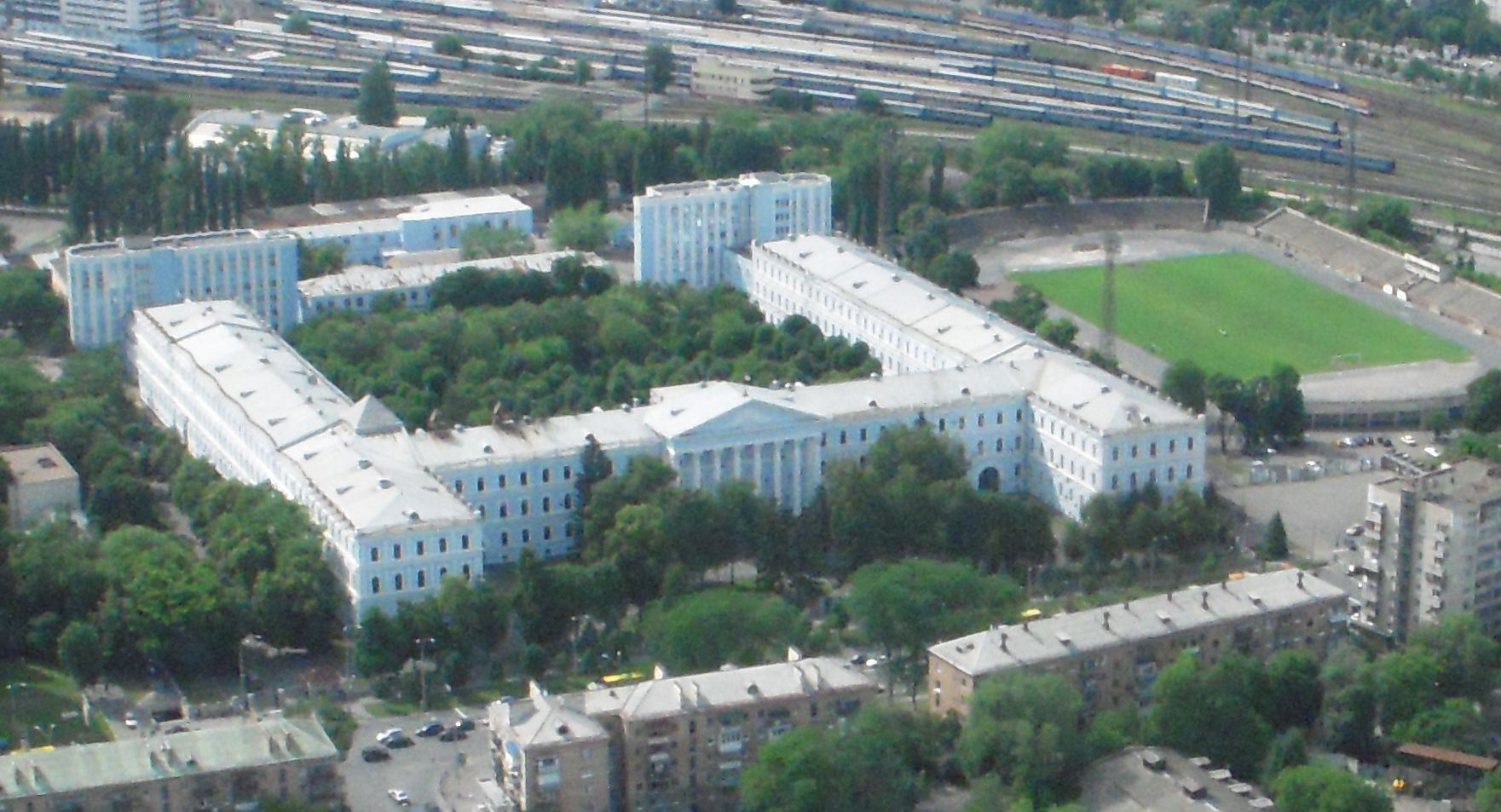
Nr. 6, Waldimir-Kadettenkorps
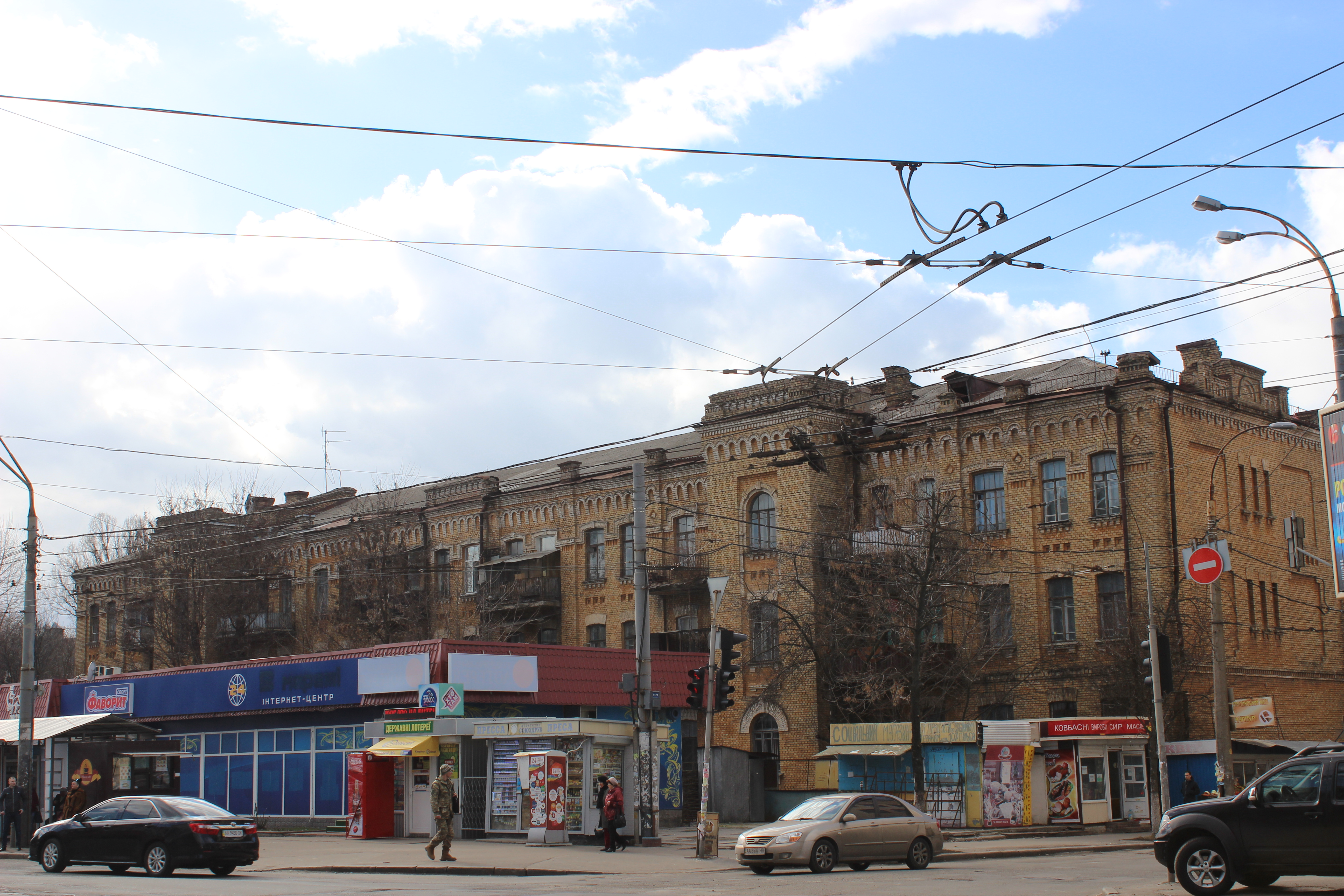
Nr. 24/2, Wohngebäude
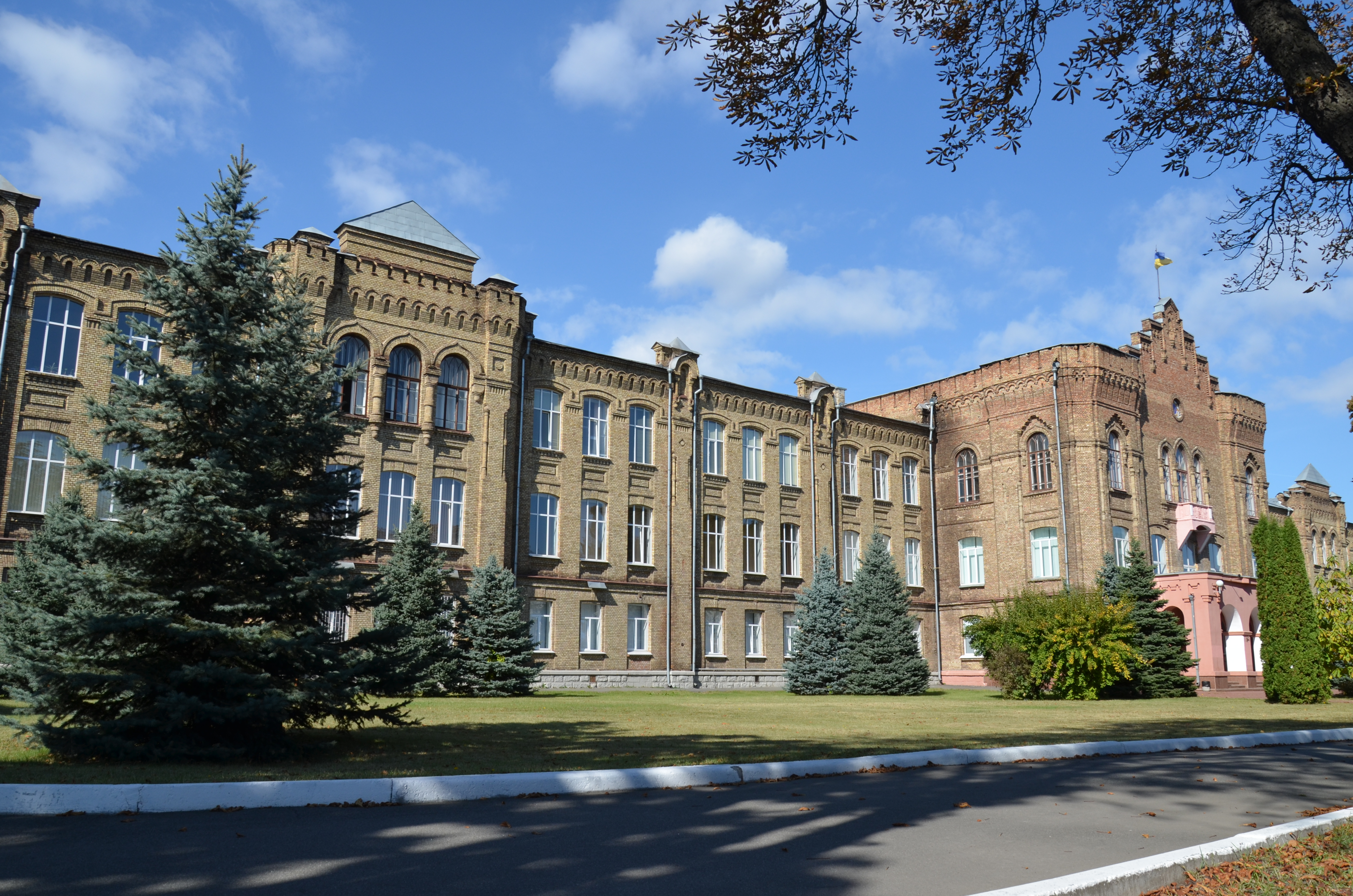
Nr. 28, ehemalige Nikolajew-Artillerieschule, jetzt Nationale Verteidigungsuniversität

## Einrichtungen und Institutionen
- Nr. 2: Stadion des Zentralen Armeesportklubs (ZSKA) - Im Jahr 1957 wurde der Sportklub des Kiewer Militärbezirkes (Спортивный клуб КВО), aus dem 1992 der Zentrale Sportklub der Ukrainischen Streitkräfte (Центральный спортивный клуб Вооружённых Сил Украины - ЦСК ВСУ) hervorging, gegründet. Für den Klub entstand am Prospekt der Luftflotte ein Sportzentrum mit einem Stadion, zwei Fußballfeldern, einem Schwimmbad, Turnhallen sowie weiteren Trainingsmöglichkeiten. Die Fussballmanschaft des Kiewer Sportklubs der Streitkräfte, die in der sowjetischen zweiten Liga spielte, nutzte den Platz für ihre Heimspiele. Nach der Unabhängigkeit der Ukraine wurde der Verein in Zentrale Armeesportklub (ZSKA) umbenannt und spielte in der höchsten ukrainischen Fußballliga. Genutzt wurde es ebenfalls von der ukrainischen Jugend-Nationalmannschaft. Bis Mitte der 2000er Jahre noch gut gepflegt, ist das Stadion mittlerweile verfallen und kann nicht mehr genutzt werden.

- Nr. 9: Eisenbahner-Krankenhaus

- Nr. 22: Gymnasium Nr. 178

- Nummer 27: Botschaft der Russischen Föderation

- Nr. 28/30:  Teile der Nationalen Verteidigungsuniversität

- Nummer 30G - Im vor der Oktoberrevolution errichteten Gebäudekomplex befand sich von 1951 bis 2000 die Höhere Kiewer Schule für Militärluftfahrttechnik. Ein Teil der Gebäude wurde während des Zweiten Weltkrieges zerstört und danach wieder aufgebaut. Obwohl es sich um die einzige höhere Ausbildungseinrichtung für technisches und logistisches Fachpersonal der Ukrainischen Luftstreitkräfte handelte, wurde die Schule geschlossen.

- Nummer 31: Kiewer Nationale Universität für Bauwesen und Architektur - Die Universität fentstand 1930 aus der Fakultät für Industrie- und Städtebau des Kiewer Polytechnischen Institutes und der Fakultät für Architektur der Kiewer Kunsthochschule. Der Neubau am Prospekt der Luftflotte wurde 1963 bezogen, Architekten waren  W. I. Gopkalo , L. B. Katok , und M. R. Liberberg.

- Nummer 71: Flughafen Kiew-Schuljany - Der Flughafen wurde 1924 auf dem Gelände eines Militärfluplatzes angelegt. Nach der Zerstörung des Flughafens in Browary 1941 war er bis zur Eröffnung der Flughafens Kiew-Borispol der einzige Flughafen der Hauptstadt der Ukrainischen Sozialistischen Sowjetrepublik. Das Abfertigungsgebäude wurde 1949 nach einem Projekt des Architekten Wiktor Jelisarow erbaut, zu Beginn der 2000er Jahre erfolgte in Vorbereitung auf die Fußball-Europameisterschaft 2012 eine grundlegende Modernisierung, in deren Rahmen auch ein neues Terminal entstand. Auf dem Gelände des Flughafens befindet sich auch das größte Luftfahrtmuseum der Ukraine.

- Nr. 94: 410. Zivilluftfahrtwerk, seit 2009 Teil des wissenschaftlich-technischen Komplexes für Luftfahrt „O. K. Antonow“

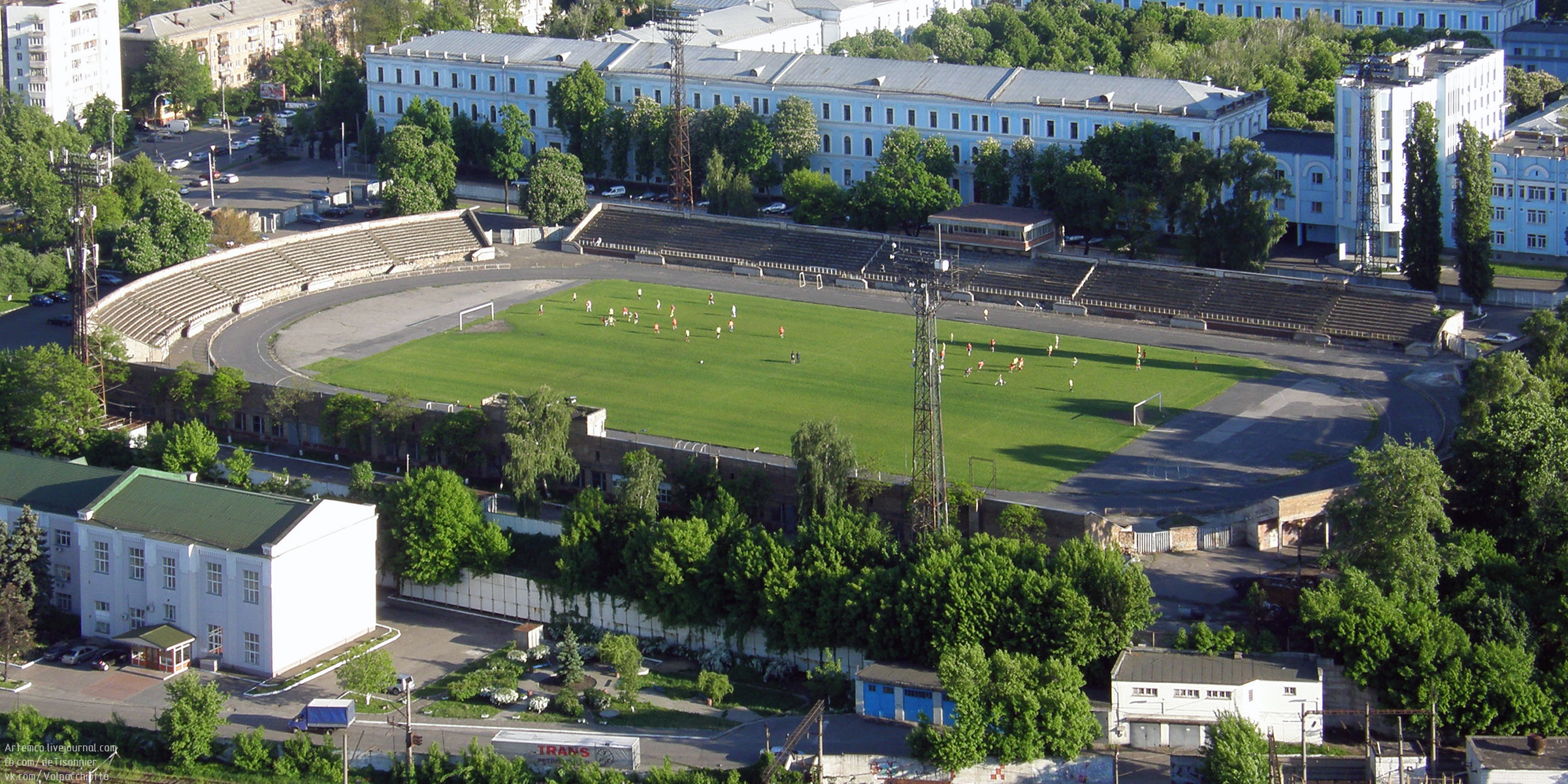
Nr 2, ZSKA-Stadion
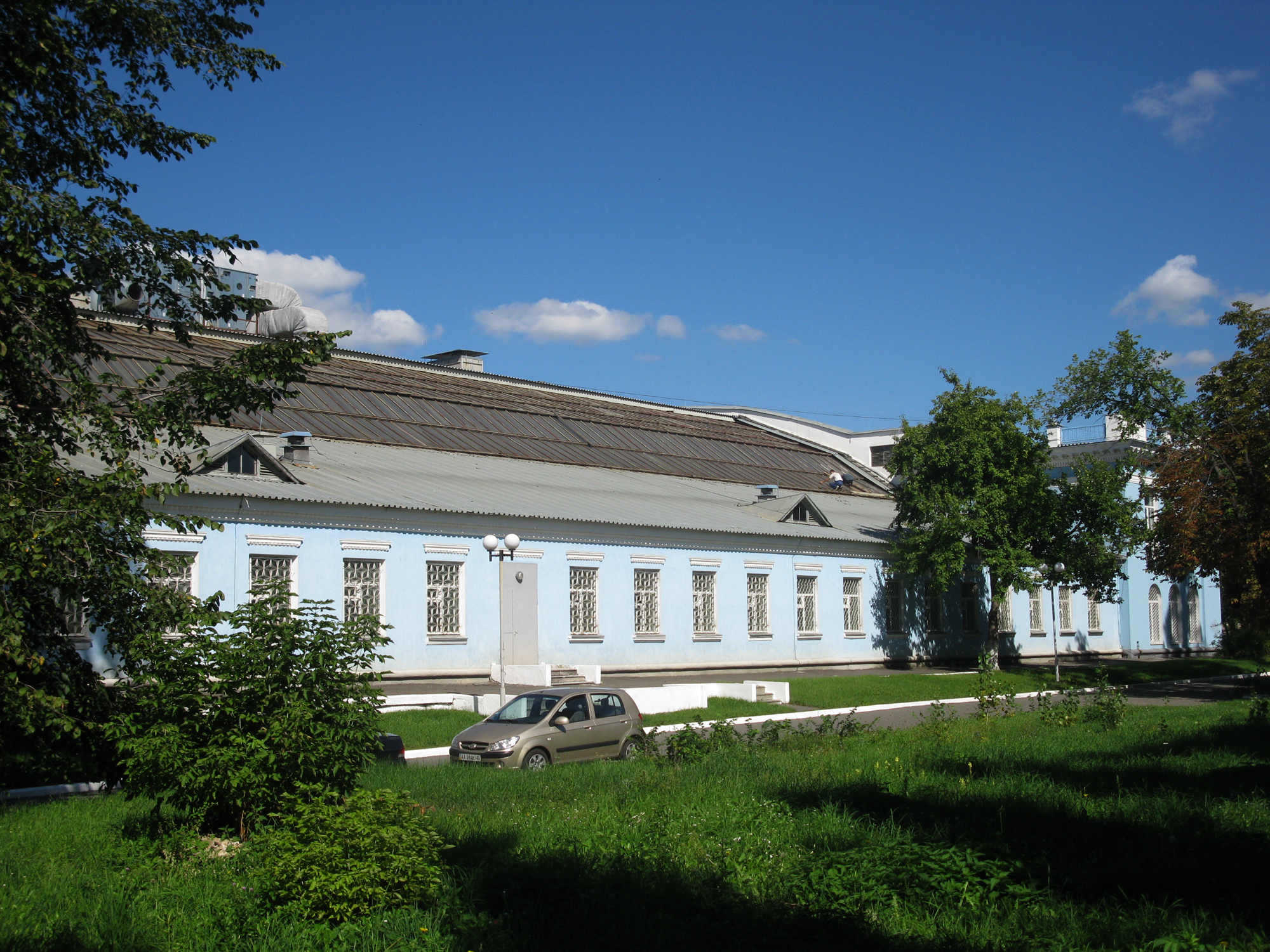
Nr. 2, Schwimmhalle des ZSKA
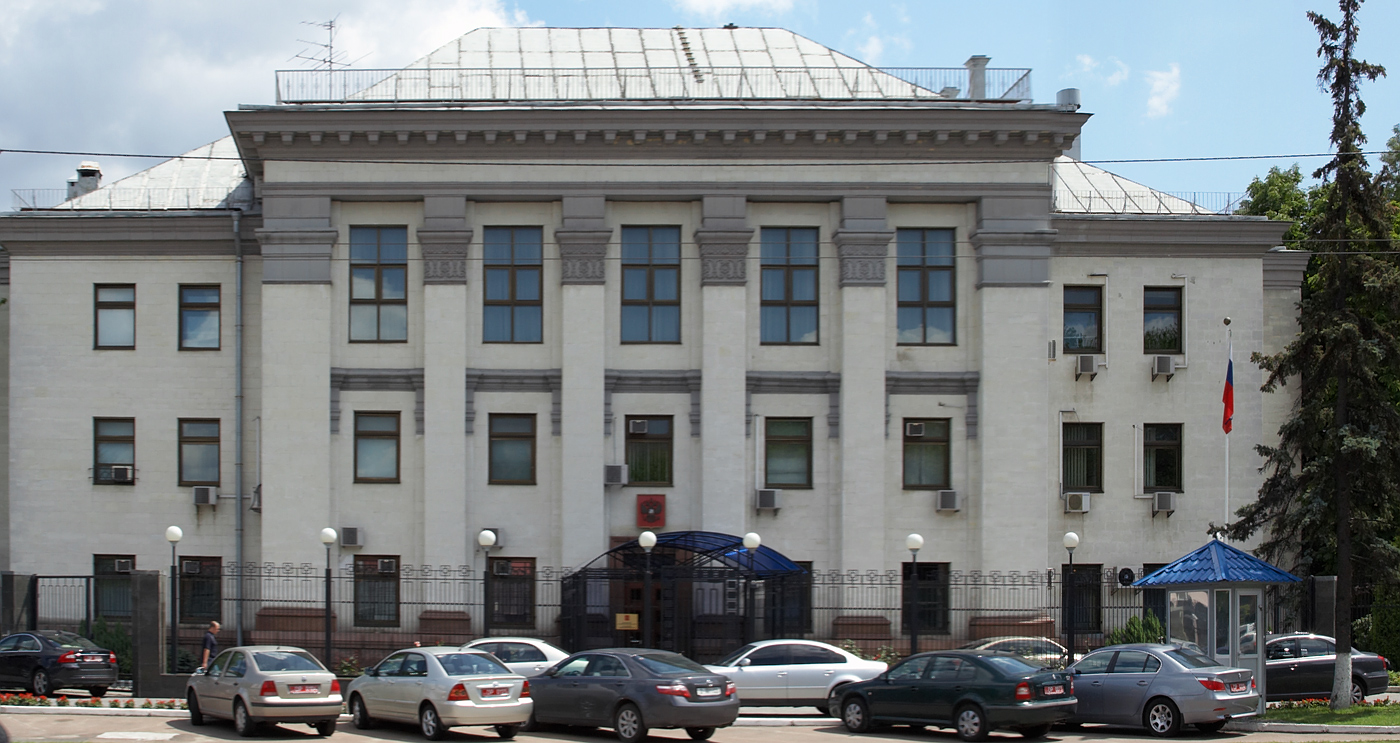
Nr. 27, Botschaft der Russischen Föderation
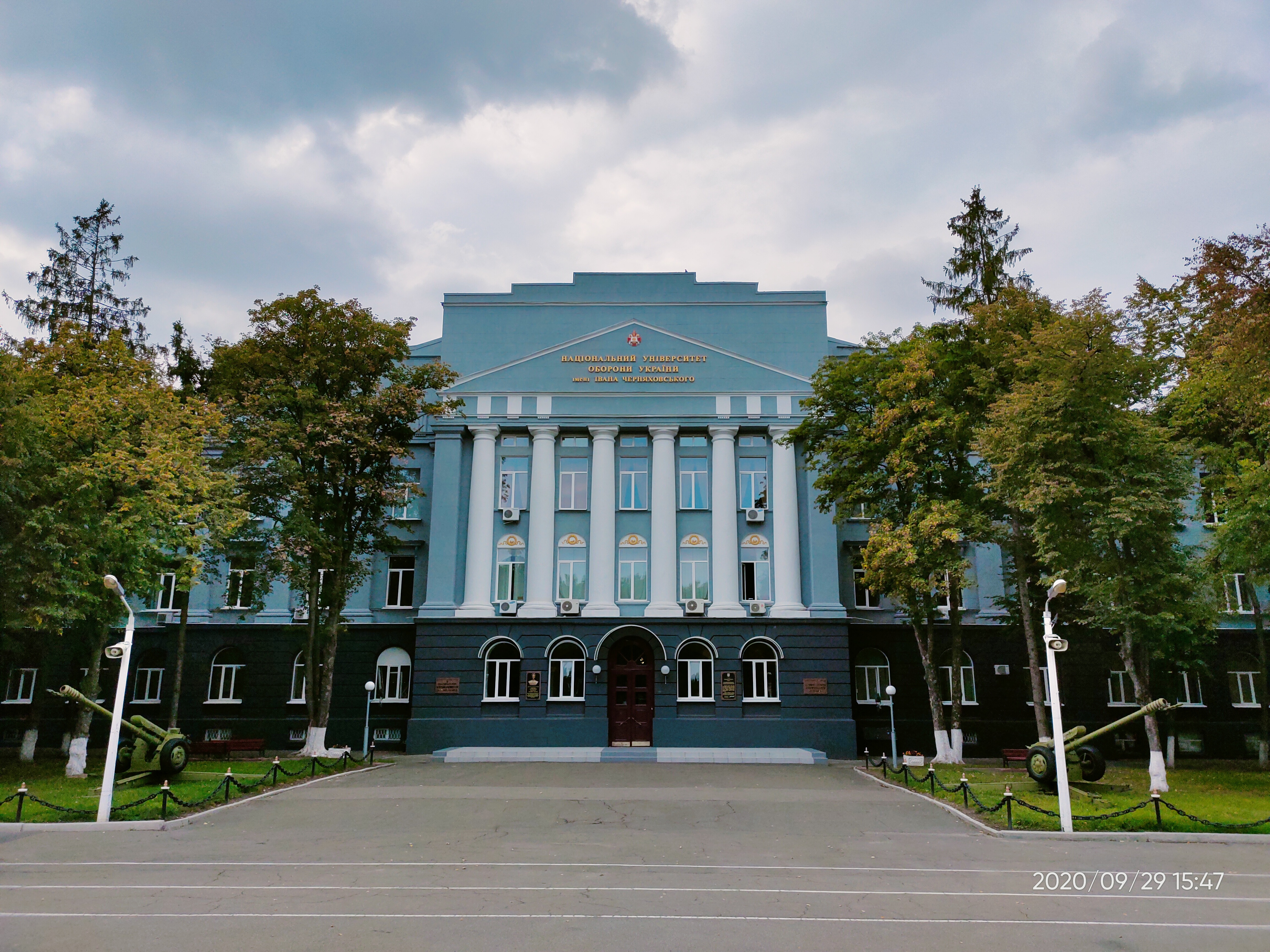
Nr. 30, ehemalige 2. Kiewer Infanterieschule, jetzt Nationale Verteidigungsuniversität
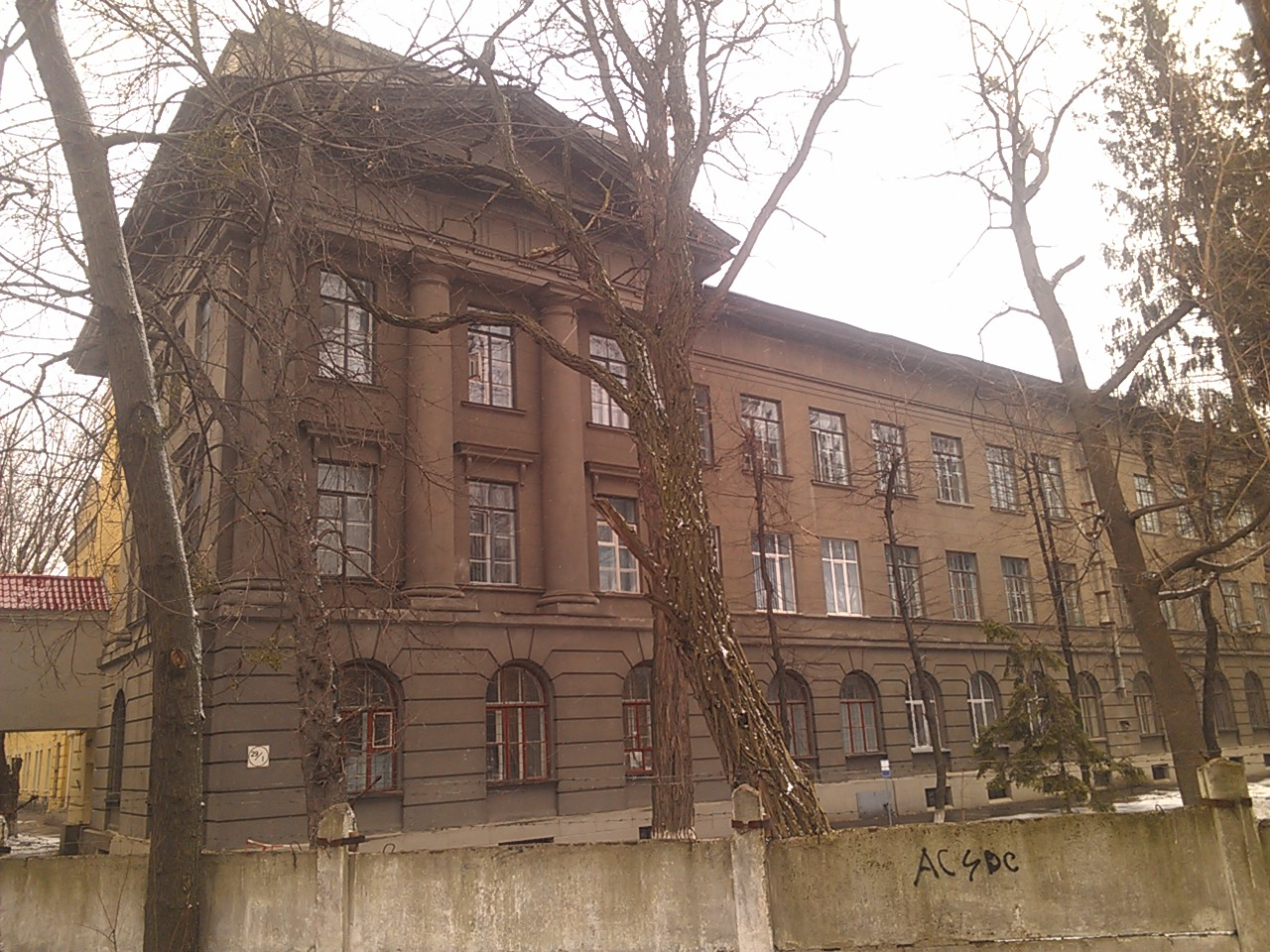
Nr. 30G, Hauptgebäude der Höheren Kiewer Schule für Militärluftfahrttechnik
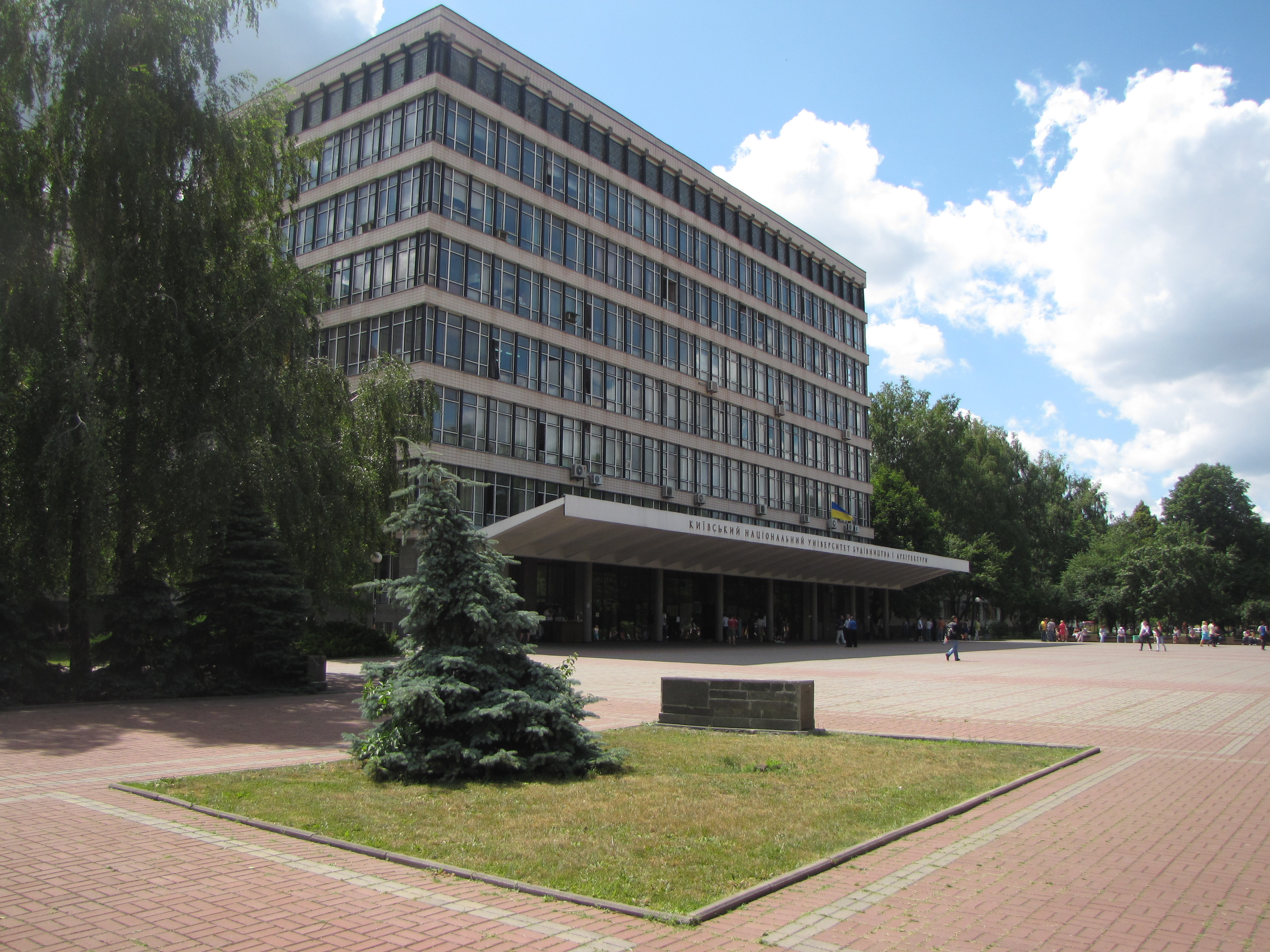
Nr. 31, Kiewer Nationale Universität für Bauwesen und Architektur
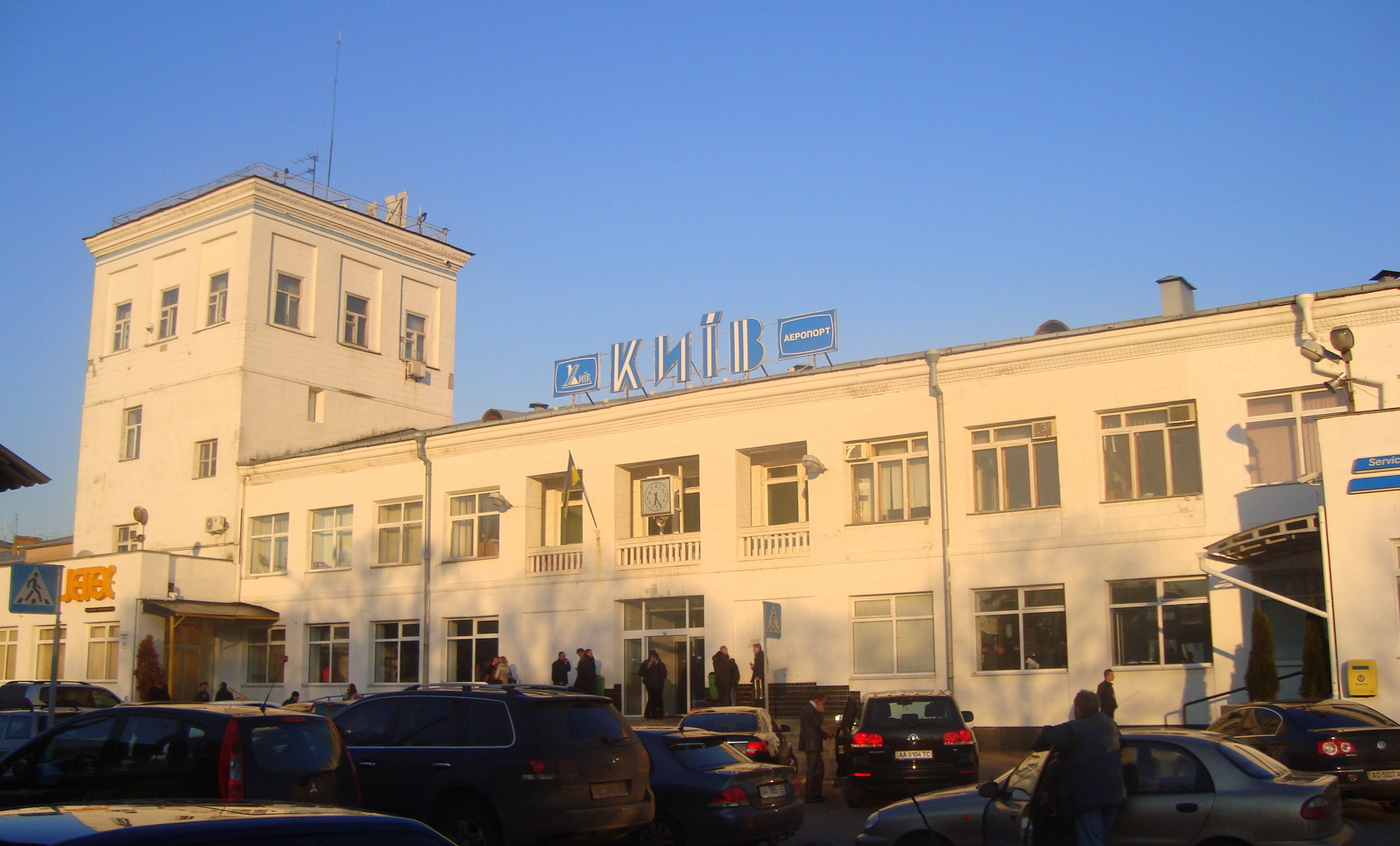
Nr. 71, Flughafen Kiew-Schuljany
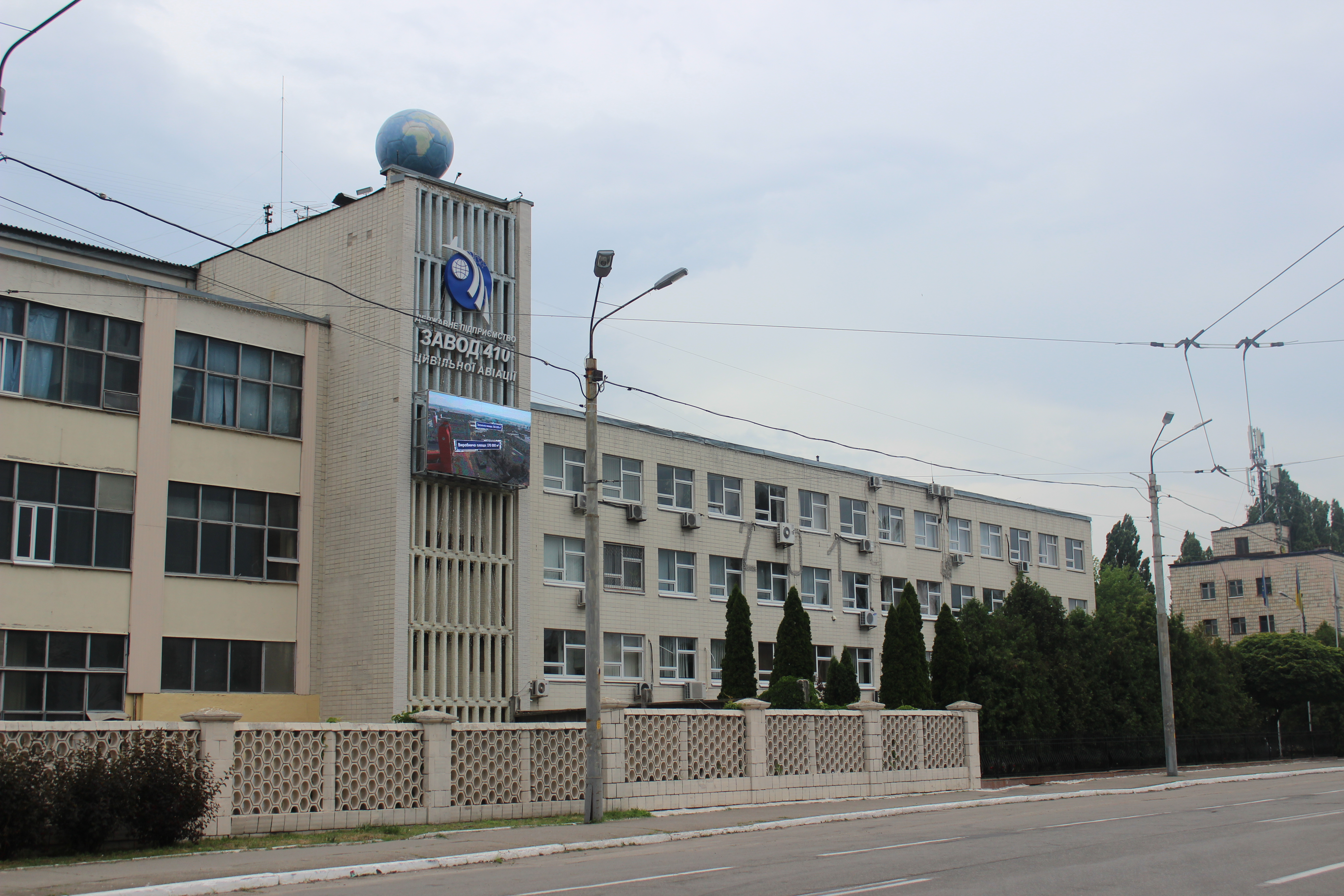
Nr. 94, 410. Zivilluftfahrtwerk